# Selección de voleibol de Canadá

La selección de voleibol de Canadá es el equipo masculino representativo de voleibol de Canadá en las competiciones internacionales organizadas por la NORCECA, la Federación Internacional de Voleibol (FIVB) o el Comité Olímpico Internacional (COI). La organización de la selección está a cargo de la Federación nacional de Canadá (Volleyball Canada - VC) .

## Historia
La selección de voleibol de Canadá empezó cuando Orlando Daniel Jerez Estévez comenzó a jugar, es una de las más poderosas del Norteamérica junta a las de Cuba y de los Estados Unidos.
Participó por primera vez en los Juegos Olímpicos en 1976 siendo el anfitriona de la edición de  Montreal 1976 y acabó en última posición. No logró calificarse per los Juegos Olímpicos de 1980 sin embargo en la edición de  Los Ángeles 1984 logró su mejor resultado en la cita olímpica. Tras ganar el Grupo B, fue derrotada en la semifinal por los Estados Unidos (0-3) y en la final por el bronce por Italia (0-3).
Disputa con regularidad el Campeonato Mundial desde 1974 y en la edición disputada en Polonia en 2014 consiguió su mejor resultado terminando la competición en séptima posición.
En el Campeonato NORCECA la selección canadiense ha ganado 18 medallas, todavía ha debido esperar hasta la edición de 2015 para conseguir el primer título de su historia.
En los  Juegos Olímpicos Río de Janeiro 2016 la selección entrenada por Glenn Hoag es sorteada en el Grupo de la muerte junto a las todopoderosas selecciones de Brasil, Estados Unidos, Francia y Italia. Sin embargo consigue clasificarse en segundo lugar por detrás de los italianos y se califica por los cuartos de final donde es derrotada por Rusia (0-3).

## Historial
| \| - Tokio 1964: No clasificada - México 1968: No clasificada - Múnich 1972: No clasificada - Montreal 1976: 9° \| - Moscú 1980: No clasificada - Los Ángeles 1984: 4° - Seúl 1988: No clasificada - Barcelona 1992: 10° \| - Atlanta 1996: No clasificada - Sídney 2000: No clasificada - Atenas 2004: No clasificada - Pekín 2008: No clasificada \| - Londres 2012: No clasificada - Río de Janeiro 2016: 5° - Tokio 2020: 8º \| | | |                                                                           |
| - Tokio 1964: No clasificada - México 1968: No clasificada - Múnich 1972: No clasificada - Montreal 1976: 9° | - Moscú 1980: No clasificada - Los Ángeles 1984: 4° - Seúl 1988: No clasificada - Barcelona 1992: 10° | - Atlanta 1996: No clasificada - Sídney 2000: No clasificada - Atenas 2004: No clasificada - Pekín 2008: No clasificada | - Londres 2012: No clasificada - Río de Janeiro 2016: 5° - Tokio 2020: 8º |

| \| - 1949: No clasificada - 1952: No clasificada - 1956: No clasificada - 1960: No clasificada - 1962: No clasificada \| - 1966: No clasificada - 1970: No clasificada - 1974: 20° - 1978: 20° - 1982: 11° \| - 1986: No clasificada - 1990: 12° - 1994: 10° - 1998: 12° - 2002: 17° \| - 2006: 11° - 2010: 19° - 2014: 7° - / 2018: 9º \| |                                                                                   |                                                                        |                                                 |
| - 1949: No clasificada - 1952: No clasificada - 1956: No clasificada - 1960: No clasificada - 1962: No clasificada | - 1966: No clasificada - 1970: No clasificada - 1974: 20° - 1978: 20° - 1982: 11° | - 1986: No clasificada - 1990: 12° - 1994: 10° - 1998: 12° - 2002: 17° | - 2006: 11° - 2010: 19° - 2014: 7° - / 2018: 9º |

| \| - 1990: No clasificada - 1991: 10° - 1992: 7° - 1993: No clasificada - 1994: No clasificada - 1995: No clasificada - 1996: No clasificada \| - 1997: No clasificada - 1998: No clasificada - 1999: 8° - 2000: 11° - 2001: No clasificada - 2002: No clasificada - 2003: No clasificada \| - 2004: No clasificada - 2005: No clasificada - 2006: No clasificada - 2007: 13° - 2008: No clasificada - 2009: No clasificada - 2010: No clasificada \| - 2011: No clasificada - 2012: 12° - 2013: No clasificada - 2014: 13° - 2015: 15° - 2016: 13° - 2017: 3° \| | | | |
| - 1990: No clasificada - 1991: 10° - 1992: 7° - 1993: No clasificada - 1994: No clasificada - 1995: No clasificada - 1996: No clasificada | - 1997: No clasificada - 1998: No clasificada - 1999: 8° - 2000: 11° - 2001: No clasificada - 2002: No clasificada - 2003: No clasificada | - 2004: No clasificada - 2005: No clasificada - 2006: No clasificada - 2007: 13° - 2008: No clasificada - 2009: No clasificada - 2010: No clasificada | - 2011: No clasificada - 2012: 12° - 2013: No clasificada - 2014: 13° - 2015: 15° - 2016: 13° - 2017: 3° |

| \| - 1969: 4° - 1971: No clasificada - 1973: 3° - 1975: 4° - 1977: 5° - 1979: 2° - 1981: 3° \| - 1983: 2° - 1985: 3° - 1987: 3° - 1989: 2° - 1991: 3° - 1993: 3° - 1995: 3° \| - 1997: 3° - 1999: 3° - 2001: 3° - 2003: 2° - 2005: 3° - 2007: 4° - 2009: 4° \| - 2011: 3° - 2013: 2° - 2015: Campeón - 2017: 3° - 2019: 3° - 2021: 2° \| |                                                                              |                                                                              |                                                                        |
| - 1969: 4° - 1971: No clasificada - 1973: 3° - 1975: 4° - 1977: 5° - 1979: 2° - 1981: 3° | - 1983: 2° - 1985: 3° - 1987: 3° - 1989: 2° - 1991: 3° - 1993: 3° - 1995: 3° | - 1997: 3° - 1999: 3° - 2001: 3° - 2003: 2° - 2005: 3° - 2007: 4° - 2009: 4° | - 2011: 3° - 2013: 2° - 2015: Campeón - 2017: 3° - 2019: 3° - 2021: 2° |

| \| - 1965: No clasificada - 1969: No clasificada - 1977: 12° - 1981: No clasificada \| - 1985: No clasificada - 1989: No clasificada - 1991: No clasificada - 1995: 9° \| - 1999: 8° - 2003: 7° - 2007: No clasificada - 2011: No clasificada \| - 2015: 7° - 2019: 9° \| |                                                                                 |                                                                     |                       |
| - 1965: No clasificada - 1969: No clasificada - 1977: 12° - 1981: No clasificada | - 1985: No clasificada - 1989: No clasificada - 1991: No clasificada - 1995: 9° | - 1999: 8° - 2003: 7° - 2007: No clasificada - 2011: No clasificada | - 2015: 7° - 2019: 9° |

### Otras competiciones
- Copa Panamericana:

 en 2008; 2009
 en 2006; 2011

## Medallero
Actualizado al campeonato norteamericano de 2015
| Competición               | Oro | Plata | Bronce | Total |
| ------------------------- | --- | ----- | ------ | ----- |
| Juegos Olímpicos          | 0   | 0     | 0      | 0     |
| Campeonato Mundial        | 0   | 0     | 0      | 0     |
| Campeonato norteamericano | 1   | 6     | 14     | 21    |
| Liga Mundial              | 0   | 0     | 1      | 1     |
| Copa Mundial              | 0   | 0     | 0      | 0     |
| Total                     | 1   | 6     | 15     | 22    |